# Musée de la civilisation
Le Musée de la civilisation est un musée public québécois situé au Canada. Il a été constitué le 19 décembre 1984, et il a ouvert ses portes au public en 1988. Il est situé dans la Basse-Ville de Québec en bordure du fleuve Saint-Laurent. Il fait partie du Vieux-Québec. Il est classé comme patrimoine immobilier dans le Répertoire du patrimoine culturel du Québec et il fait partie du réseau de la Société des musées du Québec.

## Historique
Le Musée de la civilisation a été inauguré  le 19 octobre 1988 après 4 ans de travaux. Une pré-ouverture proposant trois expositions a permis la visite au grand public de visiter le bâtiment en construction. Plus de dix expositions avaient été préparées pour l'ouverture officielle au public.

### Identité visuelle (logo)

Logo jusqu'en 2013.
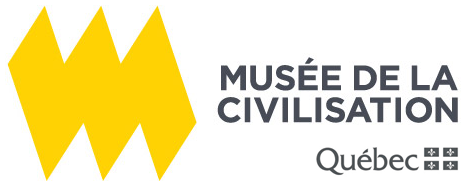
Logo à partir d'avril 2013.

## Présentation
Le musée présente des expositions thématiques temporaires et des expositions permanentes ayant pour la plupart un lien avec les sciences humaines et sociales. Il est constitué d'un important fonds d'objets, d'archives et de livres d'intérêt ethnographique et historique. Il offre des visites guidées, des expositions interactives, un restaurant, un salon de détente et des spectacles. En vingt ans, il a reçu plus de treize millions de visiteurs.
En 2013, à l'occasion des 25 ans du Musée, on a créé une nouvelle dénomination pour désigner le complexe culturel comprenant le Musée et ses institutions : Les Musées de la civilisation.

## Complexe muséal
L'édifice a été conçu par l’architecte Moshe Safdie, qui avait remporté le concours d'architecture lancé par le gouvernement du Québec.
L'ensemble architectural du musée est composé des bâtiments historiques suivants, tous situés sur la rue Saint-Pierre : l'ancienne Banque de Québec, qui a abrité l'Institut de marine de Québec ; la Maison Estèbe et les caves voûtées de la maison Pagé-Quercy.
Le complexe muséal est également constitué :
- du Centre national de conservation et d'études des collections (depuis 2015) ;
- du Musée de l'Amérique française (depuis 1995) ;
- de la Maison historique Chevalier (jusqu'en 2017) ;
- de l'animation de la Place-Royale et du Musée de la Place-Royale (jusqu'en 2017)[9].

## Expositions

### Expositions permanentes
- Le Québec, autrement dit, une exposition qui présente, à travers une diversité de regards, les événements significatifs qui ont forgé le Québec.
- C'est notre histoire. premières nations et Inuit du XXIe siècle, exposition sur les nations autochtones du Québec.

### Espaces découvertes
Situés au sous-sol du musée, les espaces découvertes sont des sites d'activités interactifs destinés principalement aux jeunes.
- Il était une fois permet aux enfants de se déguiser en leur personnage favoris et de recréer des contes dans un environnement interactif.
- MLAB creaform, un laboratoire de création initiant les visiteurs à l'univers du numérique.

## Maison Guillaume-Estèbe

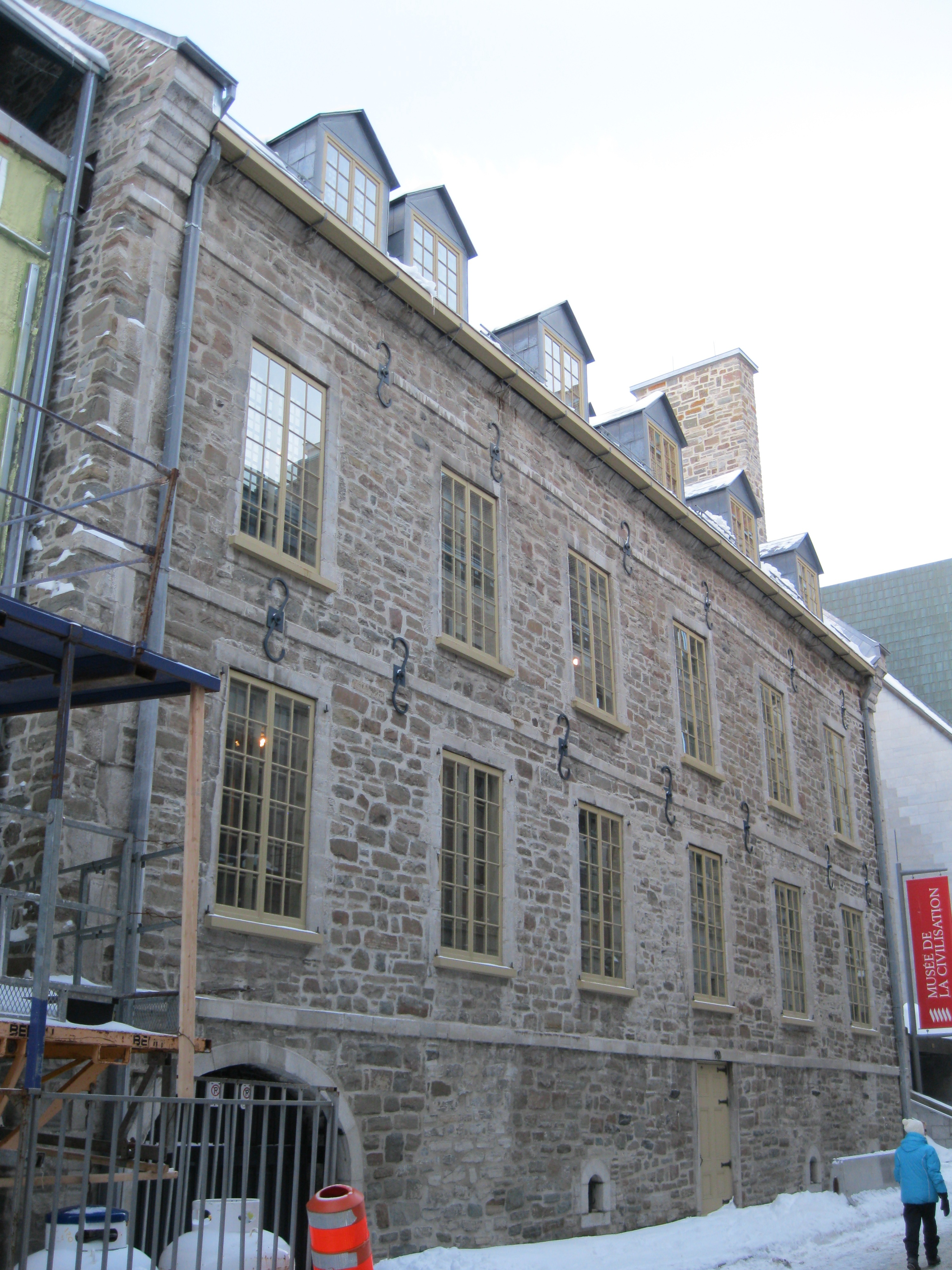
Maison Guillaume-Estèbe.

Classée monument historique en 1960, la Maison Guillaume-Estèbe loge actuellement la boutique du musée, la direction générale et une partie du personnel administratif. Elle a été construite en 1751 pour Guillaume Estèbe, marchand et magasinier du Roy, membre de l'administration coloniale. Cette habitation de 21 pièces et 8 foyers mesure 20 mètres de façade par 15 mètres de profondeur. Elle comporte une cave voûtée accessible au public qui abrite la boutique, deux étages, des combles et un grenier.

## Barque etLa débâcle

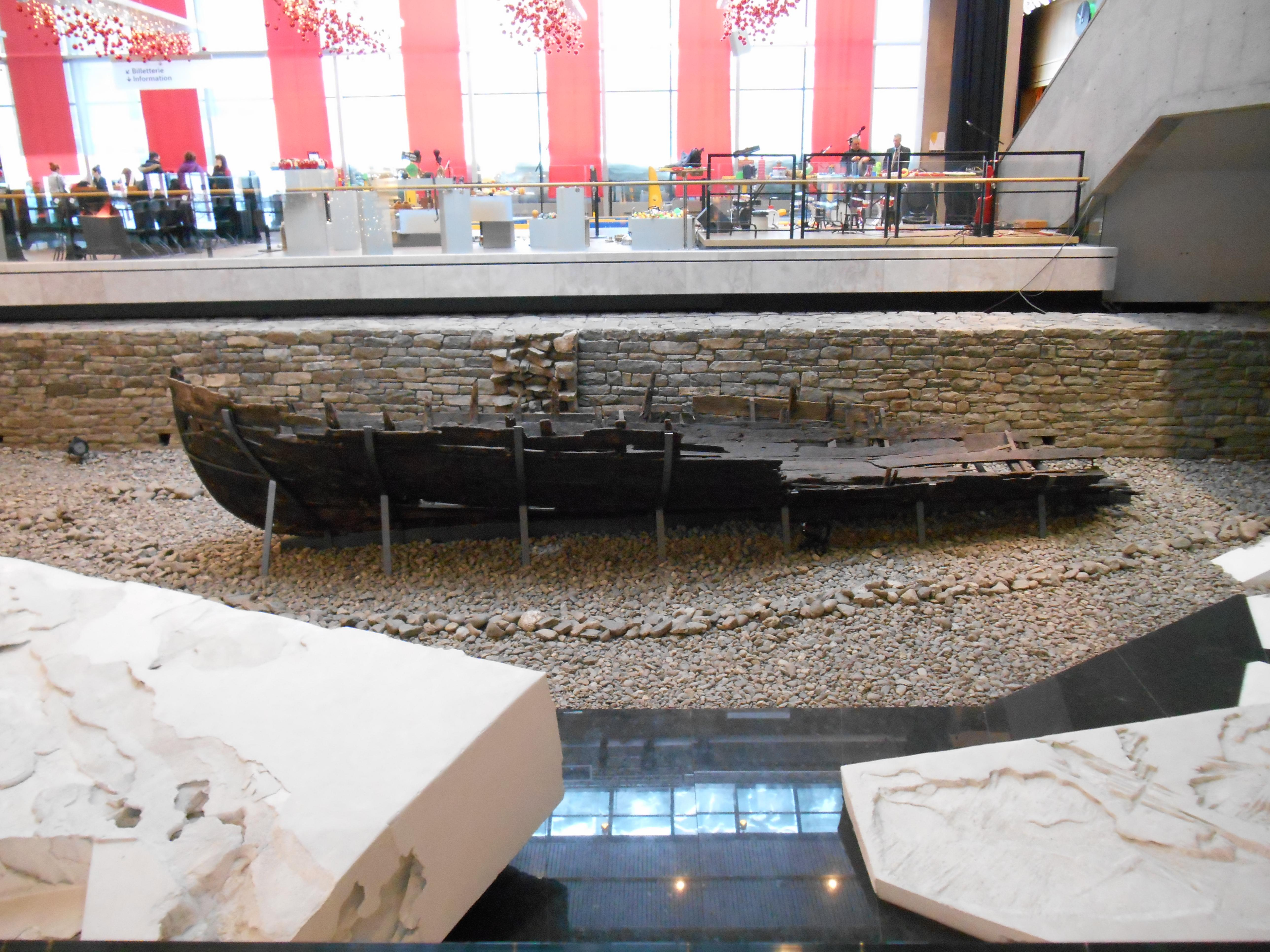
Cette barque a probablement été utilisée pour le transbordement des biens et denrées apportés par les bateaux en provenance d'Europe.

Une barque datant du Régime français en Nouvelle-France (1608-1760) a été mise au jour lors de fouilles archéologiques de sauvetage faites dans la cour de la maison Estèbe pendant la construction du Musée de la civilisation; sa conservation est due au fait qu'elle n'était pas exposée à l'air libre. Cette ancienne barque a été déposée près du quai de la maison Estèbe bien en vue dans le hall du musée. Plusieurs autres vestiges de barques ont aussi été trouvés lors de ces fouilles mais leur mauvais état de conservation ne permet pas de les exposer.
La sculpture environnementale d’Astri Reusch intitulée La Débâcle a été créée grâce à la Politique d'intégration des arts à l'architecture du gouvernement du Québec obligeant tout nouveau projet architectural à intégrer une œuvre d'un artiste québécois dans sa réalisation. La sculpture l'Embâcle de Daudelin sur la place du Québec à Paris répond à ce même thème saisonnier.

## Direction
- 1986-1987 : Guy Doré, premier directeur et fondateur du Musée de la civilisation. Le Musée a été créé sous la gouverne de Me Clément Richard, ministre des Affaires culturelles de l'époque, qui a fait voter la Loi sur les musées québécois en mai 1984.
- 1987-2001 : Roland Arpin[16]
- 2001-2009 : Claire Simard[17]
- 2009-2010 : Danielle Poiré (par intérim)
- 2010-2015 : Michel Côté
- 2015-2024 :  Stéphan La Roche[18]

## Prix remportés
- 2021 : Prix numix, pour Pars à la pêche, jeu interactif disponible sur l'application Mon MCQ[19]
- 2019 : OCTAS, pour le MLab Creaform[20]
- 2018 : OCTAS, pour la plateforme des Collections en ligne[21]
- 29 janvier 2015 : Meilleur design d'exposition pour Les maîtres de l'Olympe. Trésors des collections gréco-romaines de Berlin, 8e Grand Prix de design du Québec[22]
- 18 novembre 2014 : Merit Winner: Graphic Design, Complete Corporate Identity Program, Advertising & Design Club of Canada[23]
- 10 novembre 2014 : Prix bronze, International Design Communication Awards[24]
- 3 novembre 2014 : Prix d’histoire du Gouverneur général pour l’excellence des programmes en musées – Histoire vivante[25]!
- 1er octobre 2014 : Prix Excellence 2014 pour l'exposition Paris en scène. 1889-1994, Société des musées québécois[26]